# Hardy (Live from Red Rocks)
Hardy (Live from Red Rocks) ist das erste Livealbum des US-amerikanischen Country-Rock-Sängers Hardy. Es erschien am 7. Februar 2025 über Big Loud.

## Entstehung
Hardy (Live from Red Rocks) wurde im Rahmen von Hardys Quit Tour aufgenommen. Dafür wurden die beiden letzten Konzerte der Tournee am 20. und 21. Oktober 2021 im Red Rocks Amphitheatre in Morrison, Colorado mitgeschnitten. Von den 20 Liedern stammt eines vom seiner ersten EP This Ole Boy, fünf vom Debütalbum A Rock, sieben vom Album The Mockingbird & The Crow und sechs vom Album Quit. Hinzu kommt Hardys Version des Liedes God’s Country. Er war einer der Co-Autoren des Liedes, welches zuvor von Blake Shelton interpretiert wurde. Während der beiden Konzerte spielte Hardy noch zusammen mit Travis Denning dessen Lied Southern Rock sowie Coverversionen der Lieder My Sacrifice und One Last Breath, im Original von der Band Creed. Diese Titel wurden jedoch nicht für das Livealbum verwendet.
Das Albumcover zeigt Hardy, wie er alleine auf den Tribünen des Red Rocks Amphitheatre sitzt. Am 17. Januar 2025 wurde das Lied Jim Bob vorab veröffentlicht. Produziert wurde das Album von Harry Miree, Jacob Durrett und Zach Abend.

## Titelliste

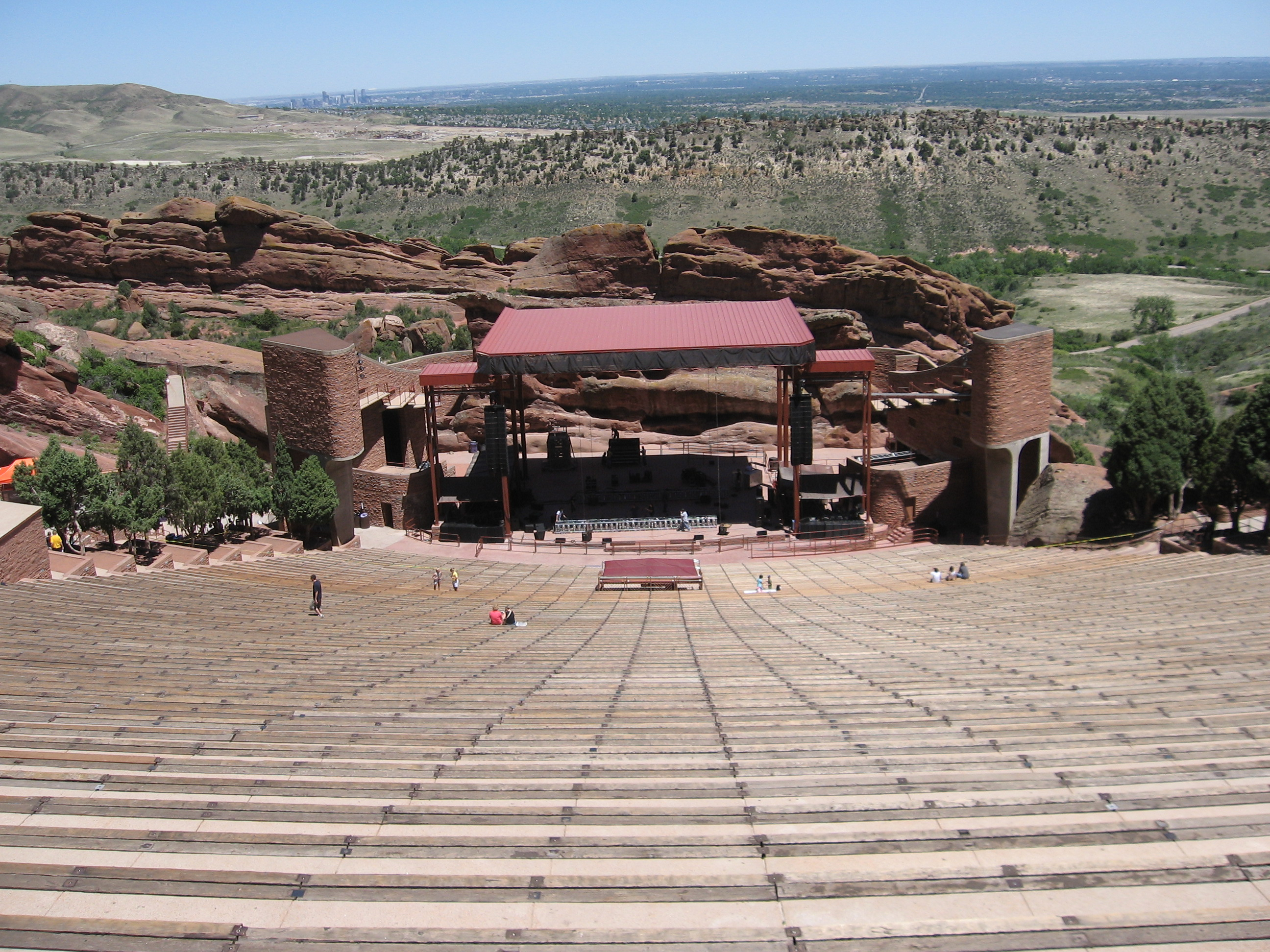
Das Red Rocks Amphitheater

| 1. Quit!! – 2:42 2. Rockstar – 3:16 3. Kill Shit Till I Die – 3:23 4. Jack – 3:34 5. Boots – 4:01 6. One Beer – 2:51 7. Radio Song – 3:36 8. Happy Hour – 2:44 9. A Rock – 4:13 10. Six Feet Under (Caleigh’s Song) – 3:09 | 1. Rednecker – 4:43 2. Wait in the Truck – 4:32 3. Jim Bob – 3:47 4. Give Heaven Some Hell – 4:18 5. .30-06 – 2:45 6. Truck Bed – 2:52 7. Sold Out – 3:55 8. Psycho – 4:02 9. God’s Country – 3:28 10. Unapoligetically Country as Hell – 4:21 |